# Saldatura a resistenza
La saldatura a resistenza (Resistance Welding o RW nella terminologia American Welding Society) è un metodo di saldatura autogena a pressione in cui il materiale viene riscaldato per resistenza elettrica.

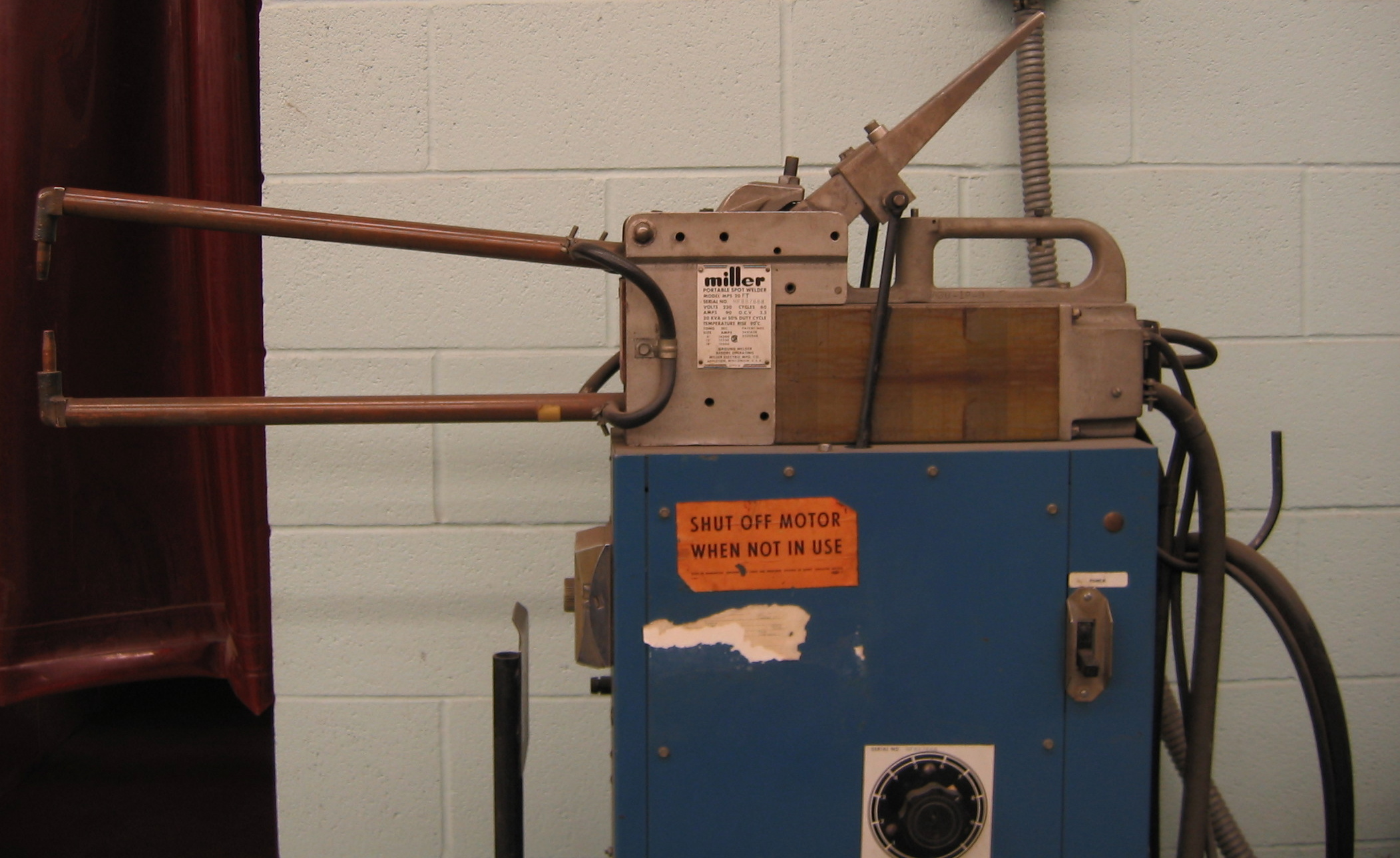
Saldatrice per saldatura a punti (a resistenza)

Esercitando, per mezzo di un elettrodo metallico, una pressione su un'area limitata del materiale e facendo passare nell'elettrodo una corrente elettrica di una data intensità, per effetto Joule il calore generato nelle varie sezioni sarà proporzionale alla resistenza delle sezioni stesse:
E = RI2t
dove:
- E è l'energia generata (espressa in joule);
- R è la resistenza locale (espressa in ohm);
- I è l'intensità di corrente elettrica (espressa in ampere);
- t è il tempo di passaggio della corrente (espresso in secondi).

Le varie resistenze che si incontrano nel circuito (trascurando la resistenza interna del generatore di corrente, che, costruttivamente, è tenuta quanto più bassa possibile) sono:
- r1: resistenza di contatto fra l'elettrodo (di rame o sue leghe) e le due parti da saldare (tipicamente in ferro);
- r2: resistenza delle parti in ferro;
- r3: resistenza di contatto fra le due parti in ferro.

La resistenza maggiore è la r3, superiore alla r1 in quanto il rame ha un modulo di elasticità inferiore a quello del ferro, quindi la superficie di contatto a livello microscopico è maggiore di quella del contatto ferro-ferro. Di conseguenza, il calore è generato in massima parte fra le due superfici di ferro da saldare, generando la fusione del materiale in un volume limitato. Attorno alla zona fusa si forma una zona termicamente alterata, in cui il metallo (ferro) subisce deformazioni ad alta temperatura, pur senza arrivare alla fusione. Da una micrografia di due parti saldate a resistenza è facile distinguere il guscio plastico dalla zona fusa, in cui la struttura dei cristalli è dendritica. Riducendo la pressione ed interrompendo il passaggio di corrente nell'elettrodo, il materiale solidifica collegando i due pezzi per saldatura. Date le sue caratteristiche questa metodologia di saldatura è tendenzialmente eseguita su piccoli spessori di materiale.
La saldatura a resistenza generalmente è utilizzata per saldare gli acciai e viene realizzata in tre fasi:
1. gli elettrodi (generalmente di rame) vengono avvicinati alla superficie delle parti da saldare (in genere due lamiere) e viene esercitata la pressione necessaria per comprimere fra loro le parti;
2. viene fatta passare attraverso gli elettrodi una corrente prefissata;
3. gli elettrodi vengono allontanati dalle superfici del pezzo, che risultano così unite tramite un piccolo volume fuso e solidificato (saldatura a punti o spot welding).

Nel caso di lavorazioni su elevati spessori o di acciai soggetti in larga misura a fenomeni di tempra, prima di lanciare la corrente di saldatura viene lanciata un corrente di intensità più bassa per portare il materiale al "calor rosso", aumentando in questo modo l'uniformità di temperatura del materiale e riducendo la velocità di raffreddamento. Per questi materiali viene talvolta utilizzato anche un post-riscaldamento, lasciando passare una corrente ad intensità molto bassa per un periodo sufficiente attraverso il punto di saldatura prima di distaccare gli elettrodi. 
Valori che possono essere considerati "tipici" per la saldatura di lamiere di acciaio di 1 mm di spessore sono: diametro dell'elettrodo di 5 mm, corrente di saldatura di 8000 A, pressione dell'elettrodo sulla lamiera di 70 MPa, tempo di saldatura 0,2 s. 
La saldatura a resistenza, rispetto alla saldatura ad arco, presenta il vantaggio di avere cicli termici meno severi, quindi di avere una zona termicamente alterata sensibilmente più ridotta di quella di una saldatura ad arco. D'altra parte, la saldatura a resistenza può essere eseguita solo su spessori limitati (generalmente minori di 3 mm, anche se con parametri ed elettrodi studiati in modo particolare si può arrivare a 6 mm) e richiede procedimenti particolari e molto costosi per fornire giunti continui (elettrodi a disco). I vantaggi maggiori della saldatura risiedono nei bassi costi e nel fatto che risulta facilmente automatizzabile. Questo fa sì che venga preferita per produzioni di grande serie, come il campo automobilistico e la produzione di elettrodomestici.

## Saldatura a punti
La saldatura a punti è un metodo di saldatura a resistenza utilizzato per unire da due a quattro lastre metalliche sovrapposte di spessore fino a 3 mm ciascuna. In alcune applicazioni con solo due lastre metalliche sovrapposte lo spessore delle lastre può arrivare a 6 mm. Due elettrodi di rame vengono usati contemporaneamente per fermare insieme le lastre metalliche e far passare corrente attraverso le lastre. Quando la corrente viene fatta passare, tramite gli elettrodi, attraverso le lastre, viene generato calore a causa della maggiore resistenza elettrica nel punto in cui le superfici vengono in contatto reciproco. Man mano che il calore si dissipa in lavoro, la temperatura crescente causa una resistenza crescente e il calore viene quindi generato dalla corrente attraverso tale resistenza. La resistenza superficiale decresce velocemente ed il calore viene presto generato solo dalla resistenza del materiale.
Gli elettrodi di rame raffreddati ad acqua rimuovono velocemente il calore superficiale, poiché il rame è un eccellente conduttore di calore. Il calore al centro non ha dove andare, poiché il metallo del pezzo, in confronto a quello dell'elettrodo, è un cattivo conduttore di calore. Il calore rimane al centro, fondendo il metallo dal centro verso l'esterno. Man mano che il calore si dissipa attraverso il pezzo in meno di un secondo, lo stato fuso (o almeno plastico) cresce fino ad incontrare le punte di saldatura. Quando la corrente viene interrotta, le estremità degli elettrodi raffreddano il punto di saldatura, facendo sì che il metallo si solidifichi sotto pressione. Alcuni rivestimenti, quali lo zinco, causano un riscaldamento localizzato a causa della loro elevata resistenza, e possono necessitare della saldatura ad impulsi per dissipare nelle punte di rame il calore superficiale indesiderato.

## Saldatura a rulli
Come la saldatura a punti, si basa su due elettrodi che applicano pressione e corrente per unire lamiere metalliche. Tuttavia, invece di elettrodi puntiformi, degli elettrodi a forma di ruota chiamati rulli o dischi, ruotano in modo continuo e spesso fanno avanzare il pezzo, consentendo di realizzare lunghe saldature continue. Questo processo viene utilizzato largamente per la saldatura longitudinale di fusti, serbatoi, boiler ed in altre applicazioni ove si richieda la tenuta stagna del giunto saldato.